# Sofja Wielika
Sofja Aleksandrowna Wielika (ros. Софья Александровна Великая; ur. 8 czerwca 1985 w Ałmaty) – rosyjska szablistka, pięciokrotna medalistka olimpijska, wielokrotna medalistka mistrzostw świata i Europy. 

## Kariera
W 2002 roku zdobyła złoto w indywidualnej rywalizacji kadetek na mistrzostwach świata juniorów w Antalyi. Na rozgrywanych rok później mistrzostwach świata juniorów w Trapani zwyciężyła drużynowo, a indywidualnie była trzecia. Następnie zdobyła brązowe medale drużynowo i indywidualnie na mistrzostwach świata juniorów w Płowdiwie (2004), a mistrzostwach świata juniorów w Linzu (2005) była druga indywidualnie i trzecia drużynowo.
Na igrzyskach olimpijskich w Pekinie w 2008 roku zajęła czwarte miejsce indywidualnie, przegrywając walkę o medal z Rebeccą Ward z USA 14-15. W zawodach drużynowych Rosjanki zajęły piątą pozycję. Podczas rozgrywanych cztery lata później igrzysk w Londynie zdobyła indywidualnie srebrny medal, przegrywając w walce finałowej z Kim Ji-yeon z Korei Południowej 9-15. Na igrzyskach olimpijskich w Rio de Janeiro w 2016 roku Rosjanki w składzie: Jana Jegorian, Sofja Wielika, Julija Gawriłowa i Jekatierina Djaczenko zdobyły złoty medal w drużynie. Ponadto Wielika była druga indywidualnie, tym razem ulegając w finale Janie Jegorian 14-15. Brała też udział w igrzyskach olimpijskich w Tokio, gdzie reprezentantki Rosyjskiego Komitetu Olimpijskiego w składzie: Sofja Wielika, Sofija Pozdniakowa i Olga Nikitina zwyciężyły w rywalizacji drużynowej. Indywidualnie Wielika ponownie była druga, tym razem przegrywając finał z Pozdniakową 11-15.
Wielokrotnie zdobywała medale mistrzostw świata w zawodach drużynowych, w tym złote na MŚ w Nowym Jorku (2004), MŚ w Paryżu (2010), MŚ w Katanii (2011), MŚ w Kijowie (2012), MŚ w Moskwie (2015) i MŚ w Budapeszcie (2019), srebrne na MŚ w Lipsku (2005) i MŚ w Wuxi (2018) oraz brązowe podczas MŚ w Turynie (2006) i MŚ w Petersburgu (2007). Ponadto zwyciężała w rywalizacji indywidualnej na MŚ w Katanii (2011) i MŚ w Moskwie (2015), była druga podczas MŚ w Lipsku (2005), MŚ w Wuxi (2018) i MŚ w Budapeszcie (2019) oraz trzecia na MŚ w Paryżu (2010).
Zdobywała także medale mistrzostw Europy, w tym złote indywidualnie na ME w Kijowie (2008), ME w Montreux (2015), ME w Toruniu (2016) i ME w Nowym Sadzie (2018) oraz drużynowo podczas ME w Legnano (2012), ME w Strasburgu (2014), ME w Montreux (2015), ME w Toruniu (2016), ME w Nowym Sadzie (2018) i ME w Düsseldorfie (2019).
Jej mężem jest Aleksiej Miszyn.